# Bodljaši
Bodljaši (lat. Xiphosurida), jedini živi red morskih člankonožaca iz razreda prakliještara (Merostomata) kojemu pripadaju četiri poznate vrste unutar porodice Limulidae. 

## Opis
Bodljaši su po mnogim svojstvima slični izumrlim trilobotima. Mogu narasti između 60 i 90 centimetara. S gornje strane zaštičeni su čvrstim oklopom, a zadak im je člankovit. Zadržavaju se na dnu gdje se noću hrane mekušcima koje iskapaju s dna.
Pare se u proljeće. Ženka odnese na leđima mužjaka i u iskopanu rupu snese 200 do 300 jaja, koje on nakon toga oplodi.
Rašireni su uz sjevernoameričku obalu i obalu jugoistočne Azije, gdje živi molučki bodljaš (Tachypleus gigas). 

## Prijetnje
Mliječno-plava krv bodljaša jedini je poznati prirodni izvor limulus amebocit lizata (LAL). LAL otkriva prisutnost endotoksina, vrste bakterijskog otrova, koji, ako se nađe u cjepivima, može biti smrtonosan. Sve farmaceutske tvrtke u svijetu ovise o bodljašima i godišnje se u tu svrhu uzima krv od oko pola milijuna bodljaša. Njih se potom vraća u ocean, nakon čega mnogi umiru. 1980-ih i 90-ih izlov za medicinske svrhe je bio održiv, laboratoriji su prijavljivali smrtnost od 3% uhvaćenih jedinki i broj bodljaša u divljini nije se činio ugrožen. Studija iz 2010. godine pokazala je da je smrtnost oko 30%, a veličina populacije počela je opadati. Pad populacije povukao je za sobom naglo smanjenje brojeva nekih vrsta riba, gmazova i ptica koje se hrane bodljašima. Proizvodnja cjepiva protiv COVID-19 također ovisi o ovim životinjama.